# Ye’erlanbieke Katai
Ye’erlanbieke Katai (chiń. 叶尔兰别克·卡泰; pinyin Yè’ěrlánbiékè Kǎtài; ur. 16 lipca 1990) – chiński zapaśnik pochodzenia kazachskiego walczący w stylu wolnym. Olimpijczyk z Rio de Janeiro 2016, gdzie zajął dwunaste miejsce w kategorii 65 kg.
Szesnasty na mistrzostwach świata w 2015. Zdobył brązowy medal na igrzyskach azjatyckich w 2014 i siódmy w 2018. Siódmy na mistrzostwach Azji w 2015 roku.